# Daniel Boulanger
Daniel Boulanger (Compiègne, 24 de enero de 1922 − Senlis, 27 de octubre de 2014) fue un actor, escritor y guionista francés, miembro de la Academia Goncourt entre 1983 y 2008.

## Filmografía
- 1960: Le Farceur, de Philippe de Broca.
- 1960: Al final de la escapada, de Jean-Luc Godard.
- 1960: Los juegos del amor, de Philippe de Broca.
- 1960: Tirad sobre el pianista, de François Truffaut.
- 1962: El ojo maligno, de Claude Chabrol.
- 1966: Rey de Corazones, de Philippe de Broca.
- 1968: La novia vestía de negro, de François Truffaut.
- 1970: Sortie de secours, de Roger Kahane.
- 1970: Domicilio conyugal, de François Truffaut.
- 1974: Toda una vida, de Claude Lelouch.
- 1978: Votad al señor alcalde, de Claude Zidi.

## Premios y distinciones
Premios Óscar
| Año  | Categoría                        | Película          | Resultado |
| ---- | -------------------------------- | ----------------- | --------- |
| 1965 | Mejor argumento y guion original | El hombre del río | Nominado  |

- 1971 Prix de l'Académie Française
- 1979 Prix Prince Pierre de Monaco
- 1983 llamado a l'Académie Goncourt